# Хавеман, Густав
Густав Хавеман (нем. Gustav Havemann; 15 марта 1882, Гюстров — 2 января 1960, Шёнайхе) — немецкий скрипач.
Сын военного музыканта. Учился музыке у своего отца и его местных коллег. В 1898—1900 гг. студент Йозефа Иоахима в Берлинской Высшей школе музыки.
С 1900 г. концертмейстер оркестра в Любеке, с 1903 г. работал в Дармштадте, с 1909 г. в Гамбурге, с 1911 г. преподавал в Лейпцигской консерватории. В 1914—1921 гг. работал в Дрездене, концертмейстер Дрезденской придворной оперы, после смерти Генри Петри в 1914 г. недолгое время возглавлял созданный им струнный квартет.
В 1921—1945 гг. профессор Берлинской Высшей школы музыки, опубликовал учебник «Скрипичная техника вплоть до совершенства» (нем. Die Violintechnik bis zur Vollendung; 1928). Одновременно в 1920-е гг. много концертировал как ансамблист во главе собственного струнного квартета (вторая скрипка Георг Кништедт или Георг Кюнау, альт Ханс Мальке, виолончель Адольф Штайнер или Герман Хопф), в том числе исполняя новейшую музыку. Так, в 1921 г. квартет Хавемана участвовал в первом Фестивале новейшей музыки в Донауэшингене, исполнив, в частности, две премьеры: Серенады Op. 4 Эрнста Кшенека (с кларнетистом Филиппом Драйсбахом) и струнного квартета Op. 4 Алоиса Габы. Квартет Хавемана также исполнил в 1923 году в Зальцбурге струнный квартет Альбана Берга — это, видимо, не была премьера, но произведение Берга впервые получило благодаря этому концерту широкий резонанс. Почётный доктор Грайфсвальдского университета (1932).
В середине 1920-х гг. Хавеман был членом Ноябрьской группы, однако затем вступил в Союз борьбы за немецкую культуру, а в 1932 г. стал членом НСДАП. В том же году он предпринял масштабную антисемитскую кампанию в Высшей школе музыки, направленную первоначально против своего конкурента, другого профессора скрипки — Карла Флеша, но затем обратившуюся против директора Высшей школы Франца Шрекера, который в результате настойчивых обвинений в продвижении еврейских преподавателей и студентов вынужден был уйти в отставку. Организовав при Союзе борьбы за немецкую культуру оркестр, составленный из безработных музыкантов, Хавеман дебютировал с ним как дирижёр, однако, как сообщается, не преуспел на этом поприще и дирижировал в полупустых залах перед скучающими сторонниками нацистских идей. В 1933 г. вошёл в президиум Музыкальной палаты Третьего Рейха. На этом посту выступал, вместе с Вильгельмом Фуртвенглером, в защиту музыки Пауля Хиндемита. Однако в 1935 г. в ходе инициированной Йозефом Геббельсом смены власти в Музыкальной палате Хавеман был отправлен в отставку вместе с президентом палаты Рихардом Штраусом; Геббельс по этому поводу записал в своём дневнике: «Эти люди искусства настолько политически бесхарактерны!» В дальнейшем до конца существования Третьего Рейха оставался на периферии музыкальной жизни, хотя и продолжал преподавать в Высшей школе музыки. Обратившись к композиции, в 1939 г. во Франкфурте-на-Майне исполнил премьеру собственного скрипичного концерта. В годы Второй мировой войны, вновь сформировав струнный квартет, выступал перед солдатами.
После Второй мировой войны в 1947 г. в последний раз выступил как солист, исполнив в своём родном городе скрипичный концерт Иоганнеса Брамса. В 1950 г. преподавал в Котбусе, с 1951 г. и до конца жизни — в Восточноберлинской высшей школе музыки. Опубликовал брошюру «Что нужно знать скрипачу» (нем. Was ein Geiger Wissen Muss; 1950).
Был трижды женат, в третий раз (1931) на Ингеборг Харнак (в первом браке замужем за художником И. И. Ауэрбахом), сестре антифашистов-подпольщиков Арвида и Фалька Харнаков. Старший из трёх детей — Вольфганг Хавеман (1914—2004), научный сотрудник и преподаватель Академии государства и права ГДР.